# Strangers in the Night (film)
Strangers in the Night är en amerikansk långfilm från 1944 i regi av Anthony Mann, med William Terry, Virginia Grey, Helene Thimig och Edith Barrett i rollerna.

## Handling
Sgt Johnny Meadows (William Terry) är stationerad utomlands. Han börjar brevväxla med en ung kvinna, men när han återvänder hem och försöker besöka henne inser han att hon bara är ett påhitt av en mental instabil kvinn som låtsas var sin dotter.

## Rollista
| William Terry   | – Sgt. Johnny Meadows |
| Virginia Grey   | – Dr. Leslie Ross     |
| Helene Thimig   | – Mrs. Hilda Blake    |
| Edith Barrett   | – Ivy Miller          |
| Anne O'Neal     | – Nurse Thompson      |
| Audley Anderson | – Train Conductor     |
| Jimmie Lucas    | – Waiter              |